# Israel Rojas
Israel Rojas Fiel (Ciudad de Guantánamo, 7 de febrero de 1973) es un cantantautor  de origen cubano y líder del dúo Buena Fe, junto a Yoel Martínez. Es compositor de todos los temas del dúo y sus canciones abarcan desde los más variados géneros de la música cubana, con influencias de pop y rock. .

## Biografía
Israel Rojas, abogado de profesión, nacido el 7 de febrero de 1973 en Ciudad de Guantánamo (Cuba), comienza desde los catorce años a sentir la necesidad de componer y de compartir con los demás sus canciones. La creación de esas letras y melodías, que en esos momentos eran para él un hobby, en un futuro llegarían a convertirse en canciones conocidas por multitud de personas.

## Trayectoria Artística junto a Yoel Martínez (Buena Fe)
En 1999 en la Escuela de Arte de Guantánamo mientras tocaba el piano intentando encontrar una melodía para una de sus composiciones, Israel se encontró con Yoel Martínez, quien le ayudó a conseguir la melodía que estaba buscando. A partir de ese momento, se dieron cuenta de que funcionaban bien como dueto y fue de esta forma como a finales de ese mismo año surge el Dúo Buena Fe. 
Se bautizaron con el nombre Buena Fe debido a que querían que su nombre fuera su seña de identidad también en su vida personal, la buena fe relacionada con la profesión de Israel (abogado) y la buena fe referente a los actos de bondad que le ayudan a uno en la vida.
Fue así como empezaron. Israel se encargaba de la parte lírica y melódica y Yoel de los arreglos y armonías. El propósito para sus canciones era el de mezclar distintos ritmos, diferentes a los característicos de la música cubana. La estrategia de Israel fue la de empezar siendo parte de la corriente de música cubana, darse a conocer y poco a poco experimentar y convertirse en lo que querían ser y hacer.
El primer obstáculo con el que se encontraron fue crear una banda. La selección de los músicos llevó tiempo, los ensayos eran muy poco frecuentes y la infraestructura en equipo electrónico era difícil de conseguir. Eso no los detuvo, y en noviembre de 1999 se presentaron por primera vez con el tema Intimidad. El resultado fue de tal magnitud que la Asociación Hermanos Saíz (AHS) de Guantánamo inmediatamente les propuso formar parte de ella.  Posteriormente, ya en el año 2000, tuvieron varias actuaciones en su provincia. Y en el 2001 viajaron a La Habana para grabar su primer disco, Déjame entrar. Este disco fue su forma de presentarse en la capital del país. Tal fue la acogida que tuvo el álbum, que la Agencia Musicuba de la EGREM, los contrató para formar parte de su catálogo.
Han compartido escenario con varios conocidos artistas cubanos, entre los que se encuentra Eliades Ochoa con el que interpretaron el tema Guantanamero en el concierto donde presentaban su segundo disco Arsenal, y que colaboró con ellos en su tema Mamífero Nacional, presente en su disco PI 3,14 2011 y Andrés Suárez con quién realizaron un concierto en Cuba y con el que Israel compuso.
En 2021 colaboró en el disco Notas de viajes de la artista española Pilar Boyero, interpretando junto a ella el tema «Yo te amo ciudad», compuesto por Carlos Cano.

## Premios
En el 2002 fue galardonado junto a Yoel Martínez con el Premio a Mejor Agrupación Novel y el Fonograma Más Vendido del Año en Cubadisco, el certamen anual más importante de la industria discográfica de la música cubana, que cada año se dedica a un país y a un género musical, y rinde homenaje a personalidades y artistas con una destacada labor creadora en el campo de la música cubana. Un año después, en 2003 en el mismo certamen, obtuvo el Premio al Mejor Álbum de Pop Fusión.

## Giras musical por América Latina
- 2008:Concierto de Buena Fe en el Salón 360; Santo Domingo, República Dominicana
- 2009:Buena Fe se presenta en TroBar; Santo Domingo, República Dominicana
- 2012:Buena Fe se presenta en Fontanar, La habana
- 2013:Concierto de Buena Fe en La Comparsita de Varadero
- 2014:Buena Fe en Matanzas: concierto en el Centro Cultural Las Palmas